# Камени хоризонти
Камени хоризонти је југословенски филм, снимљен 1953. године у режији Шиме Шиматовића, а сценарио су писали Вјекослав Калеб и Шиме Шиматовић.

## Радња
Радња филма се одиграва у приморју 1940. године. Своју кћерку Малу, сиромашни Јаков, да би отплатио своје дугове, одводи је газди Року Пајдаграцију, који је прима у службу као слушкињу. Мала би, радећи као слушкиња, требало да отплати очев дуг. После Пајдаграцијеве смрти, Мала одлази да ради код гостионичара Руде Американца, али је отац убрзо одатле одводи и она се запошљава у имућној буржујско-племићкој породици. Мала се мало задржава и у тој служби, те се Јаков мора сам запослити и то као штрајколомац. После неког времена он налази смрт у мору, а Мала се налази са својом љубављу из младости, Банетом, револуционаром кога прогоне жандари.

## Ликови
| Глумац               | Улога           |
| -------------------- | --------------- |
| Ирена Колесар        | Мала            |
| Марко Сољачић        | Јаков           |
| Борис Тешија         | Бане            |
| Антун Налис          | Мартин          |
| Јосип Крижај         | Роко Пајдаграци |
| Мартин Матошевић     | Руде Американац |
| Соња Фабић           | Бара            |
| Јозо Лауренчић       | Пекић           |
| Мирко Перковић       | Конте           |
| Дара Врбанић         | Рудина жена     |
| Аугуст Чилић         | стриц Миља      |
| Грета Краус-Араницки | контеса         |
| Стане Север          | Попић           |
| Јосип Данеш          | Капутић         |
| Вељко Маричић        | жандар          |
| Виктор Бек           |                 |

Комплетна филмска екипа  ▼
| Редитељ                   | Шиме Шиматовић     |                                          |
| Сценариста                | Вјекослав Калеб    | (прича)                                  |
| Сценариста                | Шиме Шиматовић     | (писац)                                  |
| Композитор                | Иво Киригин        |                                          |
| Композитор                | Иво Тијардовић     |                                          |
| Директор фотографије      | Бранко Блажина     |                                          |
| Mонтажер                  | Борис Тесија       |                                          |
| Сценограф                 | Урош Јурковић      |                                          |
| Уметнички директор        | Желимир Загота     |                                          |
| Одсек за шминку           | Ванда Дрибетић     | шминкерка                                |
| Одсек за шминку           | Дује Дупланчић     | шминкер                                  |
| Менаџер продукције        | Фрањо Бенковић     | вођа снимања                             |
| Менаџер продукције        | Бранко Прљинчевић  | директор филма                           |
| Помоћник режије           | Мата Богдановић    | помоћник редитеља                        |
| Помоћник режије           | Рудолф Сремец      | први помоћник редитеља                   |
| Помоћник режије           | Драгутин Вунак     | помоћник редитеља                        |
| Уметнички одсек           | Татјана Јанис      | сет дизајнер                             |
| Одсек за звук             | Маријан Томазетић  | тон мајстор                              |
| Одсек за камеру и расвету | Антун Коренић      | техничар за осветљење                    |
| Одсек за камеру и расвету | Хуго Рибарић       | пратилац камере                          |
| Одсек за камеру и расвету | Фрањо Шестић       | техничар за осветљење                    |
| Одсек за камеру и расвету | Миљенко Стикић     | пратилац камере                          |
| Одсек за монтажу          | Јелка Сакоман      | асистент монтажера (као Јелкица Сакоман) |
| Музички одсек             | Силвије Бомбардели | диригент                                 |
| Музички одсек             | Теа Бруншмид       | музички уредник                          |
| Остала екипа              | Нада Сзенде        | секретар режије                          |